# 西疆韭
西疆韭（学名：Allium teretifolium）是葱科葱属的植物。分布于中亚地区以及中国大陆的新疆等地，生长于海拔800米至1,500米的地区，多生于干旱的石质山坡，目前已由人工引种栽培。